# 中华人民共和国第十届全运会自行车比赛
中華人民共和國第十屆全運會自行車比賽於2005年10月10日至21日舉行，為期12天，其中場地賽在南京體育學院仙林分校舉行；公路賽在南京312国道中山陵地區舉行；山地賽在南京將軍山公園舉行；BMX小輪車賽在南京體育學院舉行。當中10月12日至10月17日為休息日。
自行車賽事包括：女子公路個人賽、男子公路個人賽、女子公路50公里團體計時賽、男子公路個人計時賽、女子公路20公里計時賽、女子場地記分賽、男子場地凱林賽、男子場地記分賽、女子場地爭先賽、男子場地4公里團體追逐賽、男子場地爭先賽、女子場地3公里個人追逐賽、男子場地團體競速賽、男子場地4公里個人追逐賽、男子場地1公里計時賽、女子場地500米計時賽、男子BMX小輪車個人賽、女子BMX小輪車個人賽、男子山地車越野賽以及女子山地車越野賽，共為20個小項。

## 獎牌分佈情況

### 男子
| 項目                    | 金牌                              | 银牌                                | 铜牌                              |
| 男子場地爭先賽          | 王啟明（河南）                    | 高志國（山西）                      | 唐琪（上海）                      |
| 男子場地1公里計時賽     | 馮永（河南）                      | 韓濤（天津）                        | 馬亞軍（河南）                    |
| 男子場地4公里個人追逐賽 | 溫海端（河北）                    | 曾昭宇（遼寧）                      | 馬亞軍（河南）                    |
| 男子場地4公里團體追逐賽 | 金龍 李積國 蕭業諶 馬亞軍（河南） | 惠國 門守國 石貴軍 羅建士（解放軍） | 張建立 李维 孫彥豪 曲學龍（天津） |
| 男子場地記分賽          | 張利（廣東）                      | 薛明星（黑龍江）                    | 黃金寶（香港）                    |
| 男子場地凱林賽          | 高亞輝（河南）                    | 唐琪（上海）                        | 王啓明（河南）                    |
| 男子場地團體競速賽      | 王啟明 高亞輝 馮永（河南）        | 高志國 程鑫拄 林健（山西）          | 張子翔 李明 吳丹（四川）          |
| 男子公路個人計時賽      | 宋寶慶（解放軍）                  | 羅建士（解放軍）                    | 潘廣春（遼寧）                    |
| 男子公路個人賽          | 李富玉（山東）                    | 鄭小海（北京）                      | 黃金寶（香港）                    |
| 男子山地車越野賽        | 朱永彪（雲南）                    | 段至強（河北）                      | 姬建華（安徽）                    |
| 男子BMX小輪車個人賽     | 王史提芬（香港）                  | 徐生（江蘇）                        | 閆一（四川）                      |

### 女子
| 項目                    | 金牌                            | 银牌                            | 铜牌                              |
| 女子場地爭先賽          | 郭爽（吉林）                    | 高亞偉（河南）                  | 李娜（上海）                      |
| 女子場地3公里個人追逐賽 | 趙海娟（吉林）                  | 王利（江蘇）                    | 鄭撲香（雲南）                    |
| 女子場地記分賽          | 李燕（山東）                    | 李偉（寧夏）                    | 楊麗梅（雲南）                    |
| 女子場地500米計時賽     | 姜翠華（遼寧）                  | 郭爽（吉林）                    | 江永華（北京）                    |
| 女子公路個人計時賽      | 李梅芳（江蘇）                  | 鄭撲香（雲南）                  | 劉永莉（山東）                    |
| 女子公路團體計時賽      | 陳靜 李梅芳 錢雲娟 王利（江蘇） | 李燕 劉永莉 王健玲 楊敏（山東） | 黃曉妹 李萍 武雲梅 鄭撲香（雲南） |
| 女子公路個人賽          | 倪鳳函（遼寧）                  | 李梅芳（江蘇）                  | 趙娜（遼寧）                      |
| 女子山地車越野賽        | 王靜靜（江蘇）                  | 任成遠（江蘇）                  | 劉穎（江蘇）                      |
| 女子BMX小輪車個人賽     | 岳叢（山東）                    | 王英（江蘇）                    | 鄧紅蕾（山東）                    |

## 奖牌榜
| 名次 | 代表團 | 金牌 | 銀牌 | 銅牌 | 總數 |
| ---- | ------ | ---- | ---- | ---- | ---- |
| 1    | 河南   | 5    | 2    | 3    | 10   |
| 2    | 江蘇   | 3    | 5    | 1    | 9    |
| 3    | 山東   | 3    | 1    | 2    | 6    |
| 4    | 遼寧   | 2    | 1    | 2    | 5    |
| 5    | 吉林   | 2    | 1    | 0    | 3    |
| 5    | 河北   | 2    | 1    | 0    | 3    |
| 7    | 解放軍 | 1    | 2    | 0    | 3    |
| 8    | 雲南   | 1    | 1    | 3    | 5    |
| 9    | 香港   | 1    | 0    | 2    | 3    |
| 10   | 廣東   | 1    | 0    | 0    | 1    |
| 11   | 山西   | 0    | 2    | 0    | 2    |
| 12   | 上海   | 0    | 1    | 2    | 3    |
| 13   | 北京   | 0    | 1    | 1    | 2    |
| 13   | 天津   | 0    | 1    | 1    | 2    |
| 15   | 黑龍江 | 0    | 1    | 0    | 1    |
| 15   | 寧夏   | 0    | 1    | 0    | 1    |
| 17   | 四川   | 0    | 0    | 2    | 2    |
| 18   | 安徽   | 0    | 0    | 1    | 1    |
| 总计 | 总计   | 21   | 21   | 20   | 62   |